# Wahlkreis Heiligenstadt – Worbis II
Der Wahlkreis Heiligenstadt – Worbis II war ein Landtagswahlkreis zur Landtagswahl in Thüringen 1990, der ersten Landtagswahl nach der Wiedergründung des Landes Thüringen. Er hatte die Wahlkreisnummer 1.
Der Wahlkreis umfasste den kompletten damaligen  Landkreis Heiligenstadt mit folgenden Städten und Gemeinden: Arenshausen, Asbach, Bernterode, Birkenfelde, Bischhagen, Bodenrode, Bornhagen, Burgwalde, Dieterode, Dietzenrode, Döringsdorf, Eichstruth, Ershausen, Flinsberg, Freienhagen, Fretterode, Geisleden, Geismar, Gerbershausen, Glasehausen, Großtöpfer, Günterode, Heiligenstadt, Heilbad, Heuthen, Hohengandern, Kalteneber, Kella, Kirchgandern, Krombach, Lenterode, Lindewerra, Lutter, Mackenrode, Marth, Martinfeld, Mengelrode, Pfaffschwende, Reinholterode, Rengelrode, Röhrig , Rohrberg, Rüstungen , Rustenfelde, Schachtebich, Schönhagen, Schwobfeld, Sickerode, Siemerode, Steinbach, Steinheuterode, Streitholz, Thalwenden, Uder, Volkerode, Wahlhausen, Westhausen, Wiesenfeld, Wilbich und  Wüstheuterode sowie den Gemeinden Berlingerode und Wingerode des damaligen Landkreises Worbis.

## Ergebnisse
Die Landtagswahl 1990 fand am 14. Oktober 1990 statt und hatte folgendes Ergebnis für den Wahlkreis Heiligenstadt – Worbis II:
| Direktkandidat | Partei (Kürzel) | Erststimmen (%) | Zweitstimmen (%) |
| -------------- | --------------- | --------------- | ---------------- |
| Dieter Althaus | CDU             | 71,6            | 70,0             |
|                | Chr. L          | -               | 00,2             |
|                | DFD             | -               | 00,4             |
|                | REP             | -               | 00,4             |
|                | DBU             | -               | 00,2             |
|                | DSU             | 02,8            | 02,0             |
|                | F.D.P.          | 05,3            | 05,5             |
|                | LL-PDS          | 05,8            | 05,3             |
|                | NPD             | -               | 00,1             |
|                | NFGRDJ          | 03,2            | 03,7             |
|                | SPD             | 10,8            | 12,0             |
|                | UFV             | 00,5            | 00,3             |

Es waren 32.229 Personen wahlberechtigt. Die Wahlbeteiligung lag bei 79,0 %.  Als Direktkandidat wurde Dieter Althaus (CDU) gewählt. Er erreichte 71,6 % aller gültigen Stimmen.